# معركة كورسك
معركة كورسك تعتبر من المعارك التي حددت مسار ونتائج الحرب العالمية الثانية جرت ما بين 5 يوليو 1943 و23 أغسطس بين القوات الألمانية والسوفياتية قرب مدينة كورسك (450 كلم جنوب غرب موسكو)، وشهدت وقوع أكبر معركة دبابات في التاريخ وهي معركة بروخوروفكا.
الهجوم الألماني حمل الاسم الترميزي عملية سيتاديل (لغة ألمانية: Unternehmen Zitadelle) ومثلت المعركة للنازيين آخر هجوم استراتيجي يمكنهم تنفيذه في الجبهة الشرقية. استهدف الألمان إضعاف القدرات الهجومية للجيش الأحمر طوال صيف 1943 عبر عزل عدد كبير من قطاعات القوات السوفياتية المتوقع تجمعها لشن هجوم انطلاقا من جيب كورسك، ما سيؤدي إلى إضعاف خطهم الدفاعي الذي عليه تحمل الضغط على قواتهم المبعثرة. المخطط كان يرمي إلى تنفيذ حركة كماشة عبر الاختراق من الجانبين الشمالي والجنوبي لجيب كورسك ومن ثمة تطويق القوات السوفياتية. وكان الاعتقاد السائد أن الانتصار في هذه المعركة سيعيد تأكيد القوة الألمانية ويرجع لها هيبتها مع حلفائها الذين ينوون الانسحاب من الحرب، وكان من المأمول أسر كبير من القوات السوفياتية وتسخيرهم للعمل في المصانع الحربية الألمانية.
لكن السوفيات حصلوا على معلومات استخبارية تكشف النوايا الألمانية من المخابرات البريطانية واعتراض رسائل آلة إنجما. وقد مكنتهم التحذيرات من الهجوم الألماني على كورسك -والتي وصلت أشهرا من قبل- من بناء دفاع عميق مصمم لتحمل دبابات البانزر رأس الحربة في الهجوم. كما خططوا لهجومات مضادة فقد كانوا يرون أن تحقيق الجيش الأحمر لانتصار حاسم سيمنحهم المبادرة الاستراتيجية طوال مدة الحرب.
أخّر الألمان موعد البداية محاولة منهم لبناء قواتهم وانتظار أسلحة جديدة، خاصة دبابات بانثر الجديدة وأعداد أكبر من دبابات تايغر وكانت تلك أول مرة يِؤخر فيها الألمان موعد هجوم استراتيجي. منح ذلك الجيش الأحمر وقتا أكبر لبناء سلسلة من الخطوط الدفاعية العميقة باتساع بلغ نحو 300 كلم واشتملت على نشر حقول الألغام، بناء التحصينات، وضع نقاط قوية من مضادات الدبابات مع سحب التشكيلات الآلية خارج الجيب وتكوين احتياطي كبير من القوات تحضيرا للهجوم الإستراتيجي المعاكس.
مع بدء الهجوم اصطدم الفيرماخت بخط دفاعي سوفياتي متين ومنظم لم تنفع معه محاولات الاختراق. ورغم الإمكانيات المعتبرة التي تم حشدها تعرضت القوات الألمانية المهاجمة لخسائر معتبرة. الخسائر من الجانب السوفياتي كانت أفدح لكن الجيش الأحمر وبفضل قوات الاحتياط الإستراتيجي التي يحوزها قام بشن هجومين مضادين هما عملية بولكوفوديتس روميانتسيف (لغة روسية: Полководец Румянцев) وعملية كوتوزوف (لغة روسية: Кутузов) وتمكن من صد القوات الألمانية وإعادتها إلى خطوط البداية مع تحرير مدينتين هامتين هما خاركوف وأوريول.
الهزيمة التي تعرض لها الألمان في هذه المعركة جعلتهم عاجزين عن شن أي هجوم في الجبهة الشرقية، وبدأت معها سلسلة من التقهقرات المتتالية لقوات الفيرماخت في مواجهة الجيش الأحمر أدت إلى تحرير الأراضي السوفياتية من الاحتلال النازي، ومن ثم احتلال بولونيا، وصار معها الطريق ممهدًا إلى برلين.

## الأوضاع قبل المعركة

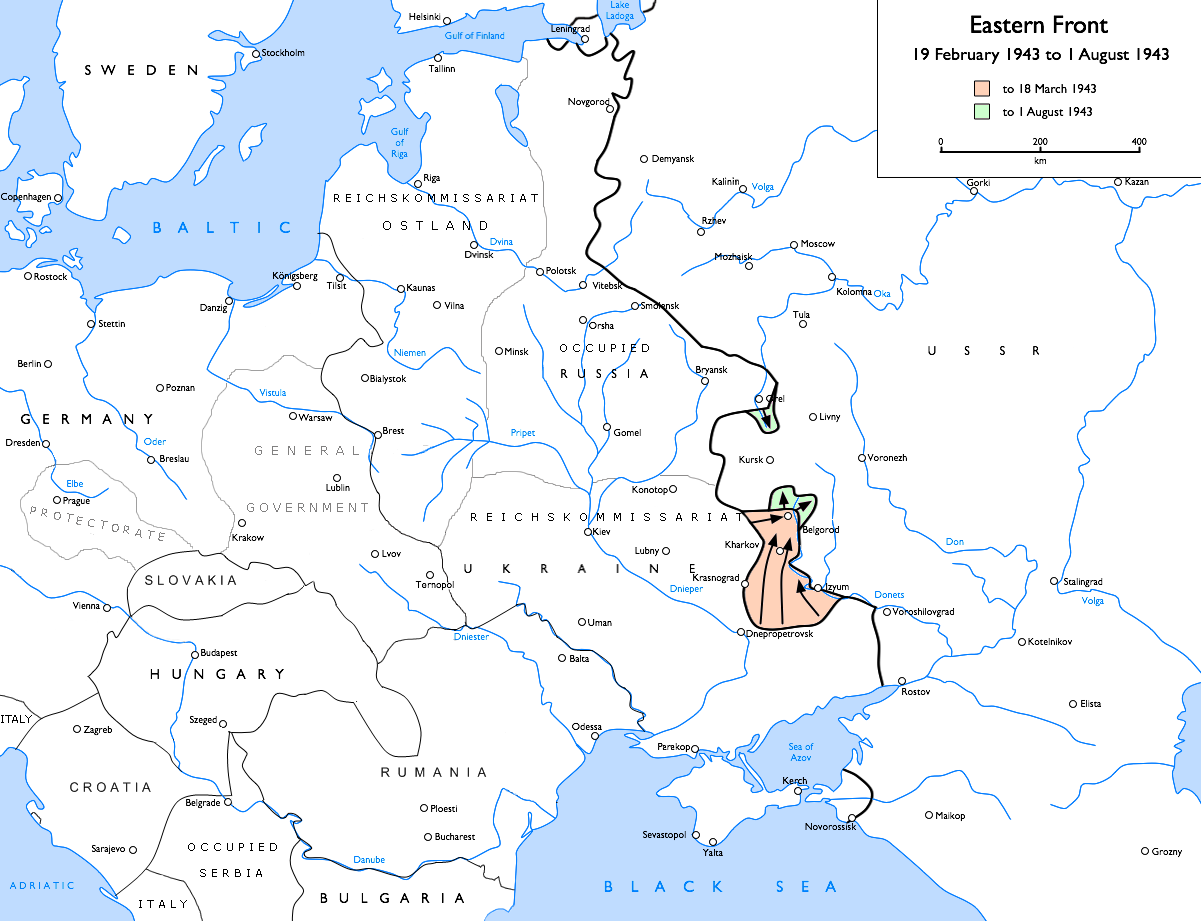
الجبهة الشرقية خلال عملية سيتاديل: يظهر اللون البرتقالي تدمير أحد الاختراقات السوفياتية بينما يظهر اللون الأخضر التقدم الألماني نحو كورسك

تميزت الأوضاع السابقة للمعركة بالانتقال من مرحلة التفوق الألماني الواضح قبل معركة ستالينغراد إلى مرحلة التوازن والتكافؤ في القوى بين الطرفين، خاصة بعد أن وظّف الألمان كل طاقاتهم لإعادة بناء القوات التي انهارت في ستالينغراد. فبعد الانتصار في معركة ستالينغراد غير السوفيات من استراتيجيتهم من الدفاع إلى الهجوم، مكثفين ضغطهم ناحية الجنوب على القوات الألمانية المستنزفة. هتلر كان يؤمن أن إرادته الحديدية ستكون عاملا حاسما في الصراع مشددا على قواته بالصمود وعدم الانسحاب من مواقعها مهما حدث وهو ما قيّد القوات الألمانية في دفاع جامد لا يسمح لها بحرية الحركة. إريش فون مانشتاين قائد مجموعة جيوش الدون ومنذ شهر ديسمبر طالب عديد المرات وبقوة منحه الحرية المطلقة في قيادة العمليات لتمكينه من توظيف قواته وقد أوقعه ذلك في خلافات مع هتلر. الوقت وسياسة هتلر المصرة على الصمود مهما كلف الأمر خلفت وقوع قطاعات من القوات الألمانية حبيسة أماكنها ما سهل عزلها وتدميرها من القوات السوفياتية. بحلول شهر يناير 1943 ظهرت فجوة يبلغ اتساعها بين 160 و300 كلم ما بين مجموعة جيوش الدون ومجموعة الجيوش أ وصار تقدم الجيوش السوفياتية يهدد بفصل جميع الفرق الألمانية المتواجدة جنوب نهر الدون ويشمل ذلك مجموعة الجيوش أ المتواجدة في القوقاز وفي الوقت ذاته كانت مجموعة الجيوش الوسطى تواجه ضغوطا شديدة. في 8 فبراير سقطت مدينة كورسك وتبعها سقوط روستوف في 14 من نفس الشهر. السوفيات وعبر الجبهة الغربية وجبهة بريانسك إضافة للجبهة الوسطى المشكلة حديثا بدأوا التحضير لهجوم يستهدف تطويق وعزل مجموعة الجيوش الوسطى الممتدة بين مدينتي بريانسك وسمولنسك.
في 12 فبراير جرت إعادة هيكلة للقوات الألمانية، في الجنوب تم تغيير تسمية مجموعة جيوش الدون إلى مجموعة الجيوش الجنوبية بقيادة فون مانشتاين، أما شمالا فتم حل مجموعة الجيوش ب وقسمت وحداتها بين مجموعتي الجيوش الوسطى والجنوبية، ما أوكل لمانشتاين مسؤولية الفجوة الكبيرة بين الخطوط الألمانية. شهر جانفي عرف وصول الفيلق الثاني بانزر إس إس من فرنسا بكامل قوته، وتم دمجه رفقة وحدات الجيش الأول بانزر التي أفلتت من الفخ السوفياتي في منطقة القوقاز ضمن مجموعة مانشتاين.
الجيش الألماني كان في أزمة طوال شهر فبراير، هتلر التحق بمقر قيادة مجموعة الجيوش الجنوبية في زابوروجييه ساعات قبل سقوط خاركوف في 18 فبراير، وقرر عزل قادة هيئة الأركان ومانشتاين على وجه التحديد، ما أوقعه في خلافات مع جنرالاته، وقد كان هتلر يرمي بهذا إبعاد مانشتاين وتحميله مسؤولية خسارة ستالينغراد والمعارك الموالية، لكنه أدرك بعد ذلك أنه سيتحمل بصعوبة خسارة رجل يعتبر إلى حد كبير أكفأ قائد عسكري في الجيش الألماني. وبدلا من ذلك منحه هتلر على مضض الحرية العملياتية التي طالب بها. بمجرد حصول ذلك قام مانشتاين بشرح نواياه في تركيز قواته والقيام بسلسلة من الهجمات المعاكسة لاستغلال حالة الإنهاك في الخطوط السوفياتية وتدمير مقدمة الجيوش السوفياتية واستعادة مدينتي خاركوف وكورسك. في 19 فبراير بدأت معركة خاركوف الثالثة وشكل الفيلق الثاني بانزر إس إس رأس حربة الهجوم الألماني. المناورة الهجومية لمانشتاين مكنته من فصل مقدمة القوات السوفياتية ومن ثمة محاصرتها وتدميرها، وتمكن الألمان من استعادة خاركوف في 15 مارس وبيلغورود في 18 مارس، ونزع الهجوم الألماني زمام المبادرة من السوفيات. في 25 فبراير، شنت الجبهة الوسطى السوفياتية هجوما على مجموعة الجيوش الوسطى لكنها اضطرت لإيقافه في 7 مارس قصد إعادة نشر القوات في الجنوب لمواجهة تقدم قوات مانشتاين. بحلول نهاية شهر مارس توقفت العمليات القتالية نظرا لانتشار الوحل الطيني راسبوتيتزا الذي شل حركة الآليات والمدرعات وكذا حالة الإنهاك التي أصابت القوات الألمانية والسوفياتية. الهجمات المعاكسة بعد توقفها خلفت قطبا بارزا يمتد في عمق الأراضي الواقعة تحت السيطرة الألمانية ويتمركز حول مدينة كورسك.

### الخطط والتحضيرات الألمانية

مخطط عملية سيتاديل للهجوم على كورسك

تعرض الجيش الألماني لخسائر ثقيلة خلال شتاء عامي 1942 و1943، ونتج عن ذلك نقص ملحوظ في المدفعية وجنود المشاة. تعداد الوحدات على الجبهة الشرقية كان 470,000 رجلا، ومن أجل بدء العمليات الهجومية في 1943 فإن العبء سيتحمله سلاح البانزر. نظرا للمواقع المكشوفة لمجموعة الجيوش الجنوبية، رأى مانشتاين أنه على يتعين على الجيش الألماني اتباع إستراتيجية دفاعية، وتوقع أن الهجوم السوفياتي سيحاول فصل وتدمير مجموعة الجيوش الجنوبية عن طريق التحرك عبر نهر دونتز نحو نهر دنيبر. في شهر فبراير عرض مانشتاين انتظار بداية الجيش الأحمر لهذا الهجوم ومن ثم شن سلسلة من الهجمات المضادة على أجنحة القوات السوفياتية. لكن هتلر المهتم كثيرا بالآثار السياسية المحتملة لاتباع موقف دفاعي والمشغول كثيرا بالأهمية الاقتصادية للاحتفاظ بحوض دونتسك رفض هذا المقترح. في 10 مارس، عرض مانشتاين مخططا بديلا تقوم من خلاله القوات الألمانية ببتر قوس كورسك بهجوم يبدأ بمجرد زوال الوحل الطيني راسبوتيتزا. في يوم 14 مارس قام هتلر بالإمضاء على الأمر العملياتي رقم 5 الذي يستعرض اعتزام شن سلسلة من الهجومات تشتمل الهجوم على قوس كورسك. بمجرد تمكن من الألمان من تدمير بقايا المقاومة السوفياتية في خاركوف، حاول مانشتاين حث غونثر فون كلوج قائد مجموعة الجيوش الوسطى للهجوم على الجبهة الوسطى التي تدافع عن الناحية الشمالية لقوس كورسك لابقاء السوفيات في حالة عدم التوازن وللحفاظ على الزخم، لكن كلوج رفض ذلك مشيرا إلى أن قواته تتواجد في حالة ضعيفة لشن هجوم بهذا الحجم. يوم 18 مارس، تمكنت قوات مانشتاين عبر الفيلق الثاني إس إس بانزر من الزحف شمالا واستعادة بيلغورود، لكن التقدم تم كبحه بواسطة القوات السوفياتية التي تم تحويلها من الجبهة الوسطى إلى شمال بيلغورود. في منتصف شهر أبريل، ووسط سوء الأحوال الجوية وإنهاك القوات الألمانية وحاجتها للترميم لم يتم الشروع في الهجمات المعتزمة في الأمر العملياتي رقم 5.
في 6 أفريل، أصدر هتلر الأمر العملياتي رقم 6 والذي يحدد بداية العمليات الهجومية على كورسك في 3 ماي أو بعده بوقت قصير. كورت زايستلر رئيس أركان القيادة العليا للجيش الألماني والذي عرف أنه داهية في تنظيم التحركات الاستراتيجية وامتلاكه قدرة استثنائية على حل مشاكل حركة القوات قام بتقديم التخطيط اللوجيستيكي للعمليات. من أجل نجاح المخطط يعتبر من الضروروي بدء الهجوم قبل أن يتمكن السوفيات من إعداد دفاعات واسعة أو شنهم أي هجوم. حمل المخطط اسم «عملية سيتاديل» (بالألمانية: Unternehmen Zitadelle، بالإنجليزية: Operation Citadel). كان هدف العملية القيام بتطويق مزدوج بكماشة تنطلق من قاعدة القوس وتتوجه صوب مدينة كورسك التي من المفروض أن تكون محاطة بأغلبية القوات السوفياتية المدافعة. الجيش التاسع الألماني من مجموعة الجيوش الوسطى وبقيادة فالتر مودل يشكل المخلب الشمالي للكماشة، يقوم بالالتفاف ومن ثمة النزول لتنفيذ عملية القطع من الناحية الشمالية للقوس متوجها نحو التلال الشرقية لكورسك لحماية خطوط السكة الحديدية من الهجوم السوفياتي. من مجموعة الجيوش الجنوبية ينطلق الجيش الرابع بانزر بقيادة هرمان هوث وفصيلة جيش كمبف بقيادة فيرنر كمبف لاختراق الوجه الجنوبي ثم التوجه شمالا لملاقة الجيش التاسع في المرتفعات الشرقية لكورسك. الهجوم الرئيسي لمانشتاين يكون بالجيش الرابع بانزر والذي يشكل الفيلق الثاني إس إس بانزر رأس الحربة فيه وعلى جناحه الأيسر يتواجد فيلق البانزر 48 في حين تحمي فصيلة جيش كمبث الجناح الأيمن، وتكون الجهة الغربية محمية من قبل الجيش الثاني بقيادة فالتر فايس.

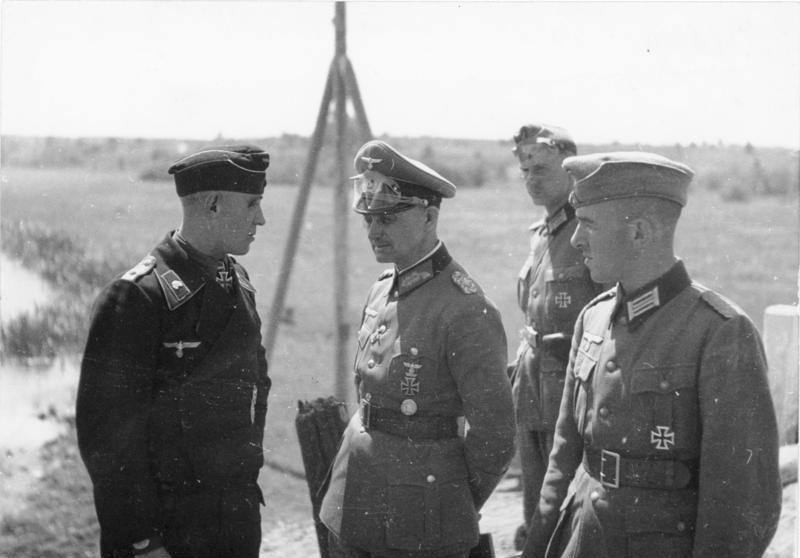
الجنرال فالتر مودل (الثاني من اليسار) في جويلية 1941

في 27 أفريل، التقى فالتر مودل هتلر لاستعراض الاستطلاعات ولإبداء مخاوفه، مصرحا أنه كلما زادت فترة التحضيرات كلما نقصت أهمية العملية ومطالبا بأن تلغى عملية سيتاديل نهائيا ليقوم الجيش الألماني بانتظار وإحباط الهجوم السوفياتي وإذا لم يتم الأخذ بهذا يجب أن تراجع عملية سيتاديل جذريا. مانشتاين ورغم أنه كان إلى منتصف شهر أفريل يعتقد بنجاح العملية إلا أنه في شهر ماي صار يقاسم فالتر مودل ظنونه، وصار يجزم مرة أخرى أن الأفضل بالنسبة للجيش الألماني هو اتخاذه إستراتيجية دفاعية، والتنازل عن الأرض للقوات السوفياتية المتوقعة لتتمدد قواتها ما يسمح لدبابات بانزر بمباغتتها عبر هجمات معاكسة والاشتباك في معارك متحركة وهو ما تبرع فيه. مانشتاين واقتناعا منه أن الهجوم الرئيسي للجيش الأحمر سيكون موجها صوب مجموعة الجيوش الجنوبية، اقترح الإبقاء على الجناح الأيسر للمجموعة قويا كفاية وتحريك الجناح الأيمن بالتدريج نحو نهر دنيبر، يتبعه بعد ذلك شن هجوم مضاد على جناح الجيش الأحمر المتقدم، وتبقى الهجمات المضادة متواصلة إلى أن يتم بلوغ بحر آزوف وفصل الجيوش السوفياتية. هذه الفكرة تم رفضها من قبل هتلر فهو لم يوافق على سياسة التنازل عن الأرض ولو بشكل مؤقت. زايستلر واضع خطة عملية سيتاديل كان قلقا بشكل كبير بسبب تأخير الهجوم غلى غاية الاسبوع الثاني من شهر جوان لكنه بقي مؤيدا للهجوم.
في بداية ماي، دعا هتلر كبار الضباط إلى اجتماع بميونيخ، وقام بالتحدث لمدة 45 دقيقة عن الوضعية الحالية ومخطط الهجوم. تحدث بعده فالتر مودل عارضا صورا استطلاعية تكشف التحضيرات الواسعة التي قام بها السوفيات استعدادا للهجوم. بعدها تم عرض أربع اقتراحات للاختيار، إما شن العملية دون أي تأخير بالقوات المتواجدة حاليا أو تأجيل الهجوم أكثر لانتظار وصول المدرعات الجديدة والقوية وإما المراجعة الجذرية للخطة أو إلغاؤها نهائيا. مانشتاين عارض الهجوم لكن ليس بحدة، بينما ألبرت شبير وزير التسليح والذخيرة تحدث عن صعوبات إعادة بناء التشكيلات المدرعة والنقائص التي تواجهها الصناعة الألمانية في تعويض الخسائر، في حين جادل هاينز جوديريان بقوة ضد شن العملية مشيرا أن الهجوم غير مبرر. الاجتماع انتهى دون سماع قرار هتلر بشأن العملية التي لم يتم إيقافها ليقوم هتلر بعدها بتأجيل بدايتها إلى 12 جوان.

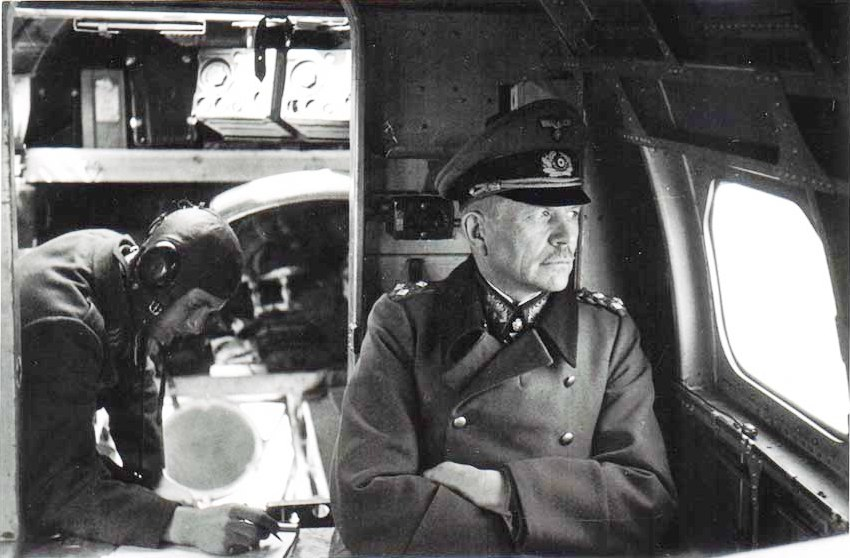
غودريان يتنقل إلى الجبة الشرقية عام 1943

عقب هذا الاجتماع واصل غودريان التعبير عن مخاوفه من العملية التي من شأنها إضعاف قوات البانزر التي يحاول هو إعادة بنائها، فقد كان يعتقد بأن الهجوم وكما هو مخطط له هو سوء استخدام لقوات البانزر لأنه ينتهك عقيدتين من أصل الثلاثة التي وضعها هو كعناصر أساسية لنجاح هجومات البانزر. من وجهة نظر غودريان يجب الاحتفاظ على الموارد المحدودة في الرجال والعتاد للقوات الألمانية نظرا للحاجة لهم للدفاع في جبهة غرب أوروبا. وفي لقاء جمعه مع هتلر سأله قائلا: «هل من الضروري حقا مهاجمة كورسك، وبالأحرى على الشرق هذه السنة إطلاقا ؟ هل تعرف أي أحد يعلم أين توجد كورسك ؟ العالم كله لن يهتم سواء احتلينا كورسك أم لا، ماهو السبب الذي يجبرنا على مهاجمة كورسك وبشكل أعم الجبهة الشرقية هذا العام ؟» هتلر أجابه «أعلم، التفكير بهذا يحرك ألم معدتي»، غودريان اختتم ذلك قائلا: «في هذه الحالة رد فعلك على المشكلة هو الأصح، دعها وشأتها».

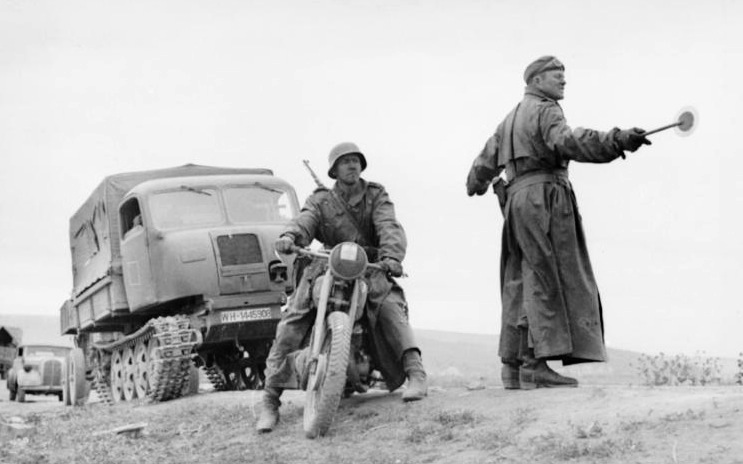
نقل الجنود والمعدات إلى خط الجبهة قبيل بداية الهجوم

رغم التحفظات، استمر هتلر في الالتزام بالهجوم، وكان رفقة جنرالات القيادة العليا للفيرماخت متفائلين في بداية فترة التحضيرات بأن الهجوم سيحيي الإستراتيجية الألمانية في الشرق مرة أخرى. مع تزايد التحديات في عملية سيتاديل، صار هتلر يركز أكثر فأكثر على الأسلحة الجديدة المتوقعة والتي يعتقد أنها مفتاح الانتصار خاصة دبابة بانثر ومدمرة الدبابات بانزرييغا تايغر وأعداد أكبر من الدبابة الثقيلة تايغر، لذلك قام بتأجيل بداية العملية لانتظار وصولها. مع سماع الأنباء عن تركيز كبير للقوات السوفياتية وراء منطقة كورسك، تم تأجيل البداية مرة أخرى لانتظار وصول المزيد من المعدات والأسلحة إلى خط الجبهة. مع كل تأخير كان التشاؤم من عملية سيتاديل يزداد، في شهر جوان قام ألفرد يودل قائد أركان القيادة العليا للفيرماخت بإصدار تعليمات لجهاز الدعاية لتصوير الهجوم على أنه هجوم مضاد محدود عند بدايته. بسبب التخوفات من قيام الحلفاء بإنزال في فرنسا أو إيطاليا ونظرا للتأخر في تسليم الدبابات الجديدة، أجل هتلر مرة أخرى بداية العملية إلى يوم 20 جوان. بين يوم 17-18 جوان وبعد نقاش مع أعضاء القيادة العليا للفيرماخت الذين نصحوه بإلغاء العملية تماما، قام هتلر بتأجيلها مرة أخرى إلى غاية 3 جويلية، وفي الأخير في 1 جويلية حدد هتلر يوم 5 جويلية كتاريخ لبداية عملية سيتاديل.
طوال تلك الفترة كان السوفيات في حالة انتظار بينما يحاول الألمان بناء قواتهم لذلك عرفت الجبهة الشرقية مرحلة من الهدوء استمرت 3 أشهر استغلها الألمان للقيام بتدريبات خاصة للجنود وإخضاع كل الوحدات للتدريب، وحدات إس إس قامت بالتدرب على تقنيات تدمير المراكز والنقاط القوية للسوفيات، بينما واصلت فرق البانزر محاولة تعويض النقائص لبناء قوتها. مجموع الوحدات الألمانية المخصصة للهجوم كان 12 فرقة بانزر، 5 فرق ميكانيكية لكن هذه القوات كانت تعاني بشكل ملحوظ من نقص في عدد فرق المشاة التي تكمن أهميتها في الثبات على الأرض وتأمين الأجنحة. في وقت بداية الألمان للهجوم كان تعداد القوات المحشودة يبلغ 770 ألف رجل، 2451 دبابة ومدفع هجومي (ما يمثل 70% من تعداد المدرعات الألمانية في الجبهة الشرقية) يضاف لهذا 7417 مدفع وهاون.

### الخطط والتحضيرات السوفياتية

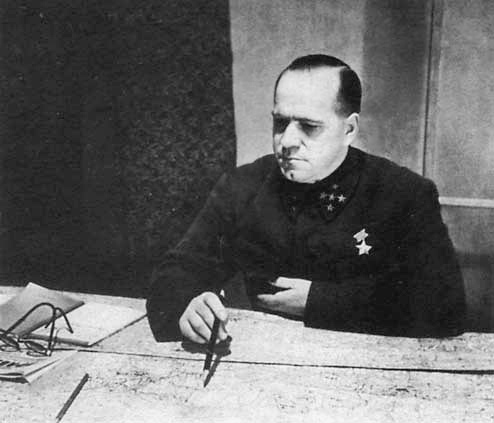
الماريشال جوكوف في شهر أكتوبر 1941

في أوائل شهر مارس 1943، تم إيقاف الهجوم الذي كان الجيش الأحمر قد شنه عبر الجبهات الوسطى، الغربية وجبهة بريانسك ضد مجموعة الجيوش الوسطى الألمانية نظرا لأن الجناح الجنوبي للجبهة الوسطى صار مهددا من مجموعة الجيوش الجنوبية. الاستخبارات السوفياتية تلقت أنباء عن تركيز للقوات الألمانية في أوريل وخاركوف كما تلقوا تفاصيل عن النوايا الألمانية للهجوم على منطقة كورسك من طرف حلقة لوسي التجسسية في سويسرا. السوفيات تحققوا من هذه البلاغات عن طريق جاسوسهم في بريطانيا جون كيرنكروس في حديقة بلتشلي الذي أرسل سرا بيانات مفككة التشفير إلى موسكو مباشرة.
أنستاس ميكويان كتب أنه في 27 مارس، أخطره ستالين بشأن هجوم ألماني محتمل على منطقة كورسك. ستالين وكبار الضباط السوفيات كانو حريصين على الهجوم أولا بمجرد انقشاع راسبوتيتزا أو الوحل الطيني، لكن عددا من الضباط المهمين ومن بينهم نائب القائد الأعلى غيورغي جوكوف أوصوا بتبني إستراتيجية دفاعية قبل الذهاب للهجوم. في رسالة إلى القيادة العسكرية السوفياتية ستافكا وستالين يوم 8 أفريل كتب جوكوف:
بين 12-15 أفريل، قام ستالين باستشارة قادة خطوط الجبهات وكبار ضباط هيئة الأركان ليقر في النهاية رفقة ستافكا أن كورسك هي الهدف الأكبر للجيش الألماني. كان ستالين يؤمن أن تطبيق إستراتيجية دفاعية سيعطي المبادرة للألمان، لكن جوكوف رد عليه أن القوات الألمانية سيتم سحبها نحو الفخ ليتم تدمير أغلب قواتهم المدرعة، وهو ما سيخلق الشروط الملائمة للهجوم السوفياتي الكبير. تم اتخاذ القرار بمواجهة الهجوم عبر التحضير لوضعيات دفاعية تمكنهم من إنهاك التجمعات الألمانية، وفعليا بدأت تحضيرات الخطوط الدفاعية وبناء التحصينات بنهاية شهر أفريل واستمرت إلى غاية شن الهجوم في شهر جويلية. الفترة الفاصلة ما بين اتخاذ الألمان لقرار الهجوم وتطبيقه والمقدرة بشهرين أتاحت للجيش الأحمر وقتا طويلا لإتمام تحضيراته.
جبهة فورونيز بقيادة نيكولاي فاتوتين كانت مسؤولة عن الدفاع عن الوجه الجنوبي لجيب كورسك بينما تدافع الجبهة الوسطى بقيادة قنسطنطين روكوسوفسكي عن الوجه الشمالي وتشكل قوات جبهة السهوب بقيادة إيفان كونيف قوات الاحتياط. في شهر فيفري 1943، تم تكوين الجبهة الوسطى من جبهة الدون التي شاركت في عملية أورانوس وشكلت قواتها المخلب الشمالي للكماشة التي أحاطت بالجيش السادس الألماني وعزلته داخل ستالينغراد.
قامت كل من الجبهة الوسطى وجبهة فورونيز بتشكيل ثلاث أحزمة دفاعية رئيسية داخل قطاعاتهما تنقسم بدورها إلى عدد من المناطق المحصنة وقد استفاد السوفيات لبنائها من تشغيل حوالي 300 ألف من المدنيين. تشمل تحصينات كل خط دفاعي شبكة من حقول الألغام، أسيجة من الأسلاك الشائكة، خنادق وحواجز مضادة للدبابات، تحضير خنادق لتحصين الدبابات السوفيتية، بناء مخابئ للمدافع الرشاشة وإنشاء شبكة من الخنادق المترابطة بشكل متقاطع لحماية وتسهيل حركة الجنود المشاة والتي بلغ طولها أكثر من من 4800 كلم. وراء الأحزمة الدفاعية الرئيسية تم تحضير ثلاثة أحزمة ثانوية تستعمل كمواقع للتراجع، الحزام الثانوي الأول لم يكن محصنا بشدة، في حين تم تحصين الحزامين الآخرين بما فيه الكفاية وتم تركها في الأغلب غير مشغولة بالجنود. يبلغ عمق الأحزمة الثلاث الرئيسية 40 كيلومترا بينما يصل عمق الأحزمة الستة من كل الجهات بين 130-150 كلم. في حالة ما إذا استطاعت القوات الألمانية اختراق سلسلة الدفاعات هذه كان عليها مواجهة المزيد من الأحزمة الدفاعية من ناحية الشرق تشكلها جبهة السهوب وهو ما يجعل عمق التحصينات الدفاعية السوفياتية إلى نحو 300 كلم.
قام جنود الهندسة التابعين للجيش الأحمر بزراعة 503,663 لغما مضادا للدروع و439,348 لغما مضادا للأفراد تم تركيز العدد الأكبر منها في الحزام الدفاعي الأول. بلغت كثافة الألغام في الكيلومتر المربع الواحد 1,700 لغما مضادا للأفراد و1500 لغما مضادا للدروع ما يعادل أربعة أضعاف الكثافة المستعملة في الدفاع عن موسكو. جيش الحرس السادس السوفياتي المنتشر على جبهة بطول 64 كيلومتر، كان محميا في الحزام الدفاعي الأول ب 69,688 لغما مضادا للدروع و64,430 مضادا للأفراد و20,200 لغما مضادا للدروع مع 9,097 مضادا للافراد في الحزام الدفاعي الثاني.
تم تكليف مفارز الحواجز المتنقلة بمهمة زراعة الألغام مباشرة في مسار التشيكلات الألمانية المتقدمة. هذه الوحدات مكونة من فصيلتين من جنود الهندسة كل فصيلة تحمل مابين 600 إلى 700 لغم وتستعمل كقوات احتياط من قبل كل مستويات قيادة. كل قطع المدفعية كانت مكلفة بمهمة الدفاع ضد الدبابات ويشمل ذلك المدافع والهاوتزر ومضادات الطائرات، وزاد من قوة الدفاع تحصين الدبابات والمدافع ذاتية الحركة في الخنادق. القوات المضادة للدبابات تم دمجها تحت تصرف كل مستويات القيادة كنقاط منيعة للدفاع المضاد للدروع، وتم تركيز أغلبها في الطرق المتوقع استعمالها في الهجوم بينما تم نشر الباقي في أماكن أخرى. كل نقطة منيعة تشمل ما بين 4 إلى 6 مدافع مضادة للدروع، من 6 إلى 9 بنادق مضادة للدبابات ومابين 5 إلى 7 مدافع رشاشة صغيرة ومتوسطة، ويتم دعمها بمفارز الحواجز المتنقلة وجنود المشاة بالأسلحة الألية. الألوية والأفواج المستقلة الخاصة بالدبابات والمدافع الذاتية تم تكليفها بالتعاون مع جنود المشاة خلال الهجومات المضادة.
شملت التحضيرات السوفياتية أيضا نشاطات البارتيزان وهم المقاومون السوفيات الذين يهاجمون خطوط الإمداد والاتصالات الألمانية، وقد انتشرت الهجمات في الغالب خلف مجموعتي الجيوش الشمالية والوسطى. في شهر حوان 1943 فحسب وفي المنطقة الواقعة خلف مجموعة الجيوش الوسطى 298 قاطرة، 1222 عربة و44 جسرا دمرت من طرف البارتيزان، بينمها في قطاع كورسك تم تنفيذ 1092 هجوما ضد خطوط السكة الحديدية. هذه الهجمات عطلت تعزيزات المؤن والعتاد الألمانية، وتطلبت تحويل مزيد من القوات لمهمة متابعة البارتيزان والقضاء عليهم، ما سبب تعطيلها عن تحضيرات الهجوم على كورسك. في مرات عديدة كان سلاح الجو السوفياتي يقوم بتقديم الدعم الجوي لهؤلاء المقاومين.

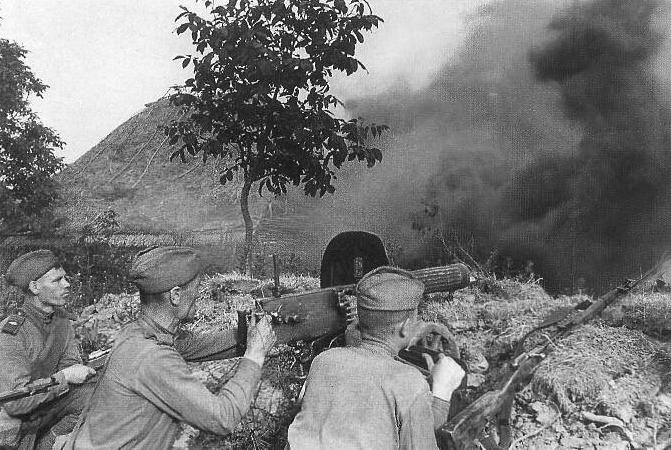
جنود سوفيات مسلحين بمدفع رشاش

خضع جنود المشاة لتدريبات خاصة لمساعدتهم على التخلص من الخوف من الدبابات الذي كان منتشرا بوضوح منذ بداية الغزو الألماني. كان يتم رص الجنود في الخنادق لتمر الدبدبات فوق رؤوسهم وتتكرر العملية إلى إن تختفي عنهم كل علامات الخوف. تمت معاهدة الجنود بالحصول على مكافآت مالية تقدر ب 1000 روبل مقابل كل دبابة يدمرونها. في المعركة كان الجنود الروس يندفعون نحو القوات المهاجمة لعزل قوات المشاة عن الآليات والمدرعات ومن ثمة يسهل للجنود تدميرها بواسطة زجاجات المولوتوف، الرشاشات المضادة للدبابات والشحنات المتفجرة، هذه الهجمات كانت فعالة خاصة ضد مدمرة الدبابات بانزرييغا التي لم تكن تحتوي على مدفع رشاش كسلاح ثانوي.
استعمل السوفيات الماسكيروفكا أي الخداع والتضليل العسكري لتغطية المواقع الدفاعية وإخفاء انتشار القوات وحركة الجنود والمعدات وذلك بتمويه مواقع المدافع، إنشاء مطارات ومستودرعات مزيفة، توليد حركة اتصالات مغلوطة عبر الراديو، نشر الشائعات وسط الجنود على خطوط الجبهة وبين السكان السوفيات في المناطق الخاضعة للألمان. كانت الاتصالات عبر الراديو محدودة جدا وتم منع أي إطلاق للنار. عمليات تحريك القوات والمؤن من وإلى جيب كورسك كانت تجري خلال الليل فقط وتم أخفاء مراكز القيادة ومنع أي حركة لوسائل النقل حولها.
استنادا إلى التقارير السوفياتية، 29 من 35 غارة جوية نفذها سلاح الجو الألماني لوفتفافه في قطاع كورسك شهر جوان 1943 كانت ضد المطارات المزيفة. نظرا للنجاح الكبير للخداع والتضليل من قبل السوفيات كانت التقديرات الألمانية لعدد الدبابات السوفياتية تبلغ 1500 دبابة فقط، ما نتج عنه ليس الإستخفاف فقط بقوة الجيش الأحمر لكن سوء فهم للنوايا الإستراتيجية للسوفيات.

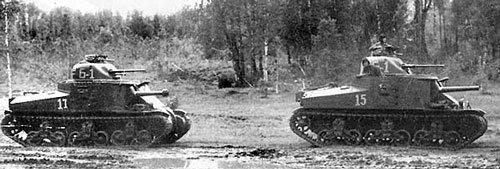
دبابات إم 3 لي سوفياتية في كورسك

كانت تي-34 الدبابة المفضلة للسوفيات، وحشد السوفيات عددا كبيرا منها في فرقهم الآلية، كما ضمت الفرق المدرعة عددا كبيرا من دبابات تي-70 الخفيفة. جيش حرس الدبابات الخامس مثلا كان يملك 270 دبابة تي-70 و500 دبابة تي-34، استعمل السوفيات أيضا عددا كبيرا من دبابات إم 3 لي الأمريكية ودبابات ماتيلدا 2، تشرشيل، فالونتين البريطانية لكن العدد الأكبر للمدرعات كانت تمثله دبابة تي-34.
بدون احتساب قوات الاحتياط المنتظمة تحت جبهة السهوب حشد السوفيات 1,300,000 رجل، 3,600 دبابة، 20,000 قطعة مدفعية إضافة إلى 2,792 طائرة للدفاع عن جيب كورسك، مثلت تلك الأعداد 26% من تعداد قوات الجيش الأحمر، 26% من قطع الهاون والمدفعية، 35% من عدد الطائرات و46% من عدد المدرعات.

## المعركة: عملية سيتاديل

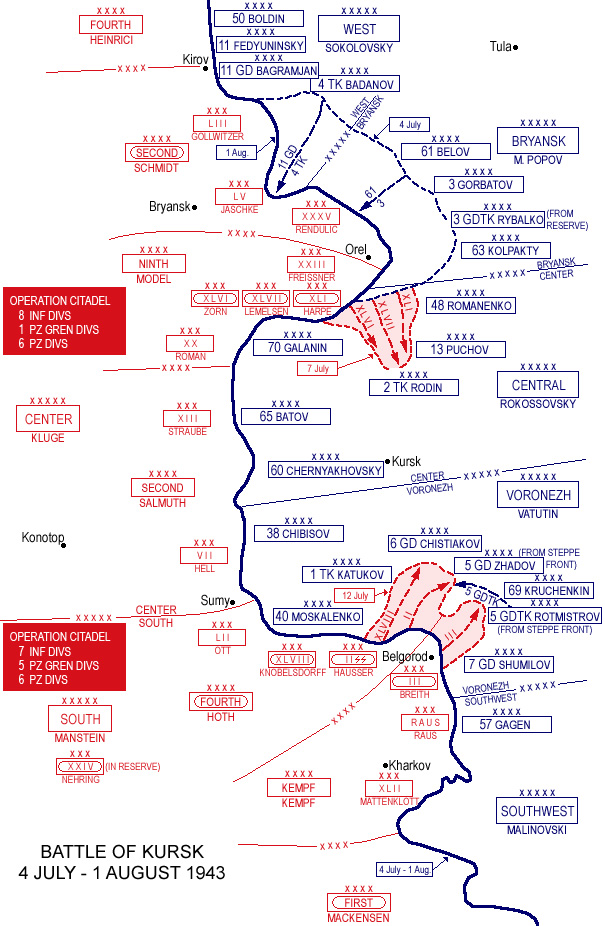
خط الجبهة والجيوش المتواجدة بمنطقة كورسكأثناء المعركة.

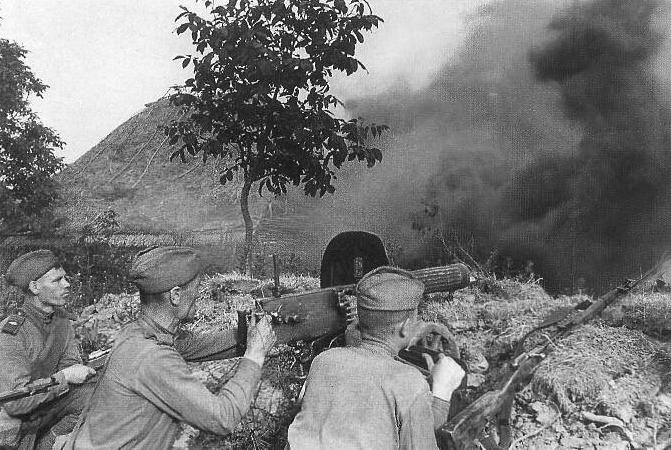
جنود سوفيات بمدافعهم الرشّاشة أثناء المعركة.

ابتدأت المناوشات الأولية في 4 يوليو بالهجوم الألماني على الدفاعات الأمامية الروسية وأبراج المراقبة الموزعة على التلال القريبة، وقد تزامن ذلك مع قصف عنيف من قبل المدفعية والطيران الألماني للتحصينات السوفياتية ومحاولات التقدم على النطاقين الشمالي والجنوبي. وعند الساعة 22:30 انطلقت المدفعية السوفياتية في قصف شامل للقوات الألمانية وذلك لأحداث الفوضى في صفوفها وتعطيل هجومها، الأمر الذي أبدى نجاعة خاصة بالمنطقة الشمالية إذ أن نصف معاقلها قد أصيب، إلا أن هذه النجاعة بدأت تتراجع في اليوم التالي لأن القسم الأكبر من التواجد العسكري الألماني لم يبدأ بعد في التقدم لحد تلك اللحظة. أما المعركة الفعلية فقد اتّضحت في 5 يوليو بأن بلغ الاشتباك ذروته بين سلاحي الجو الألماني والسوفياتي وذلك بحثا على التفوق والسيطرة الجوية على سماء الجبهة، الأمر الذي فشل في تحقيقه الطرفان كلاهما رغم التفوق النسبي للألمان.

### الفشل الألماني على النطاق الشمالي
كان الفشل الألماني واضحا وسريعا على هذا النطاق إذ أن أي تقدم لم يحصل، كما أن الألمان فشلوا في السيطرة على مدينة بونيري شمال كورسك، وتعود أسباب هذا الفشل إلى كثافة الألغام الأرضية المزروعة من جهة، وكثافة القصف المدفعي والقصف بالصواريخ المضادة للدبابات مما ألحق بها خسائر فادحة وهو ما استغله الروس لبناء هجوم معاكس ناجح انتهى بالوصول إلى مدينة أوريول في 12 يوليو ثم التحول من الهجوم إلى الدفاع وهو ما مكن السوفيات من الحفاظ على إنجازاتهم والسيطرة على أوريول في 5 أغسطس.

### النطاق الجنوبي

التوغل الألماني على النطاق الجنوبي

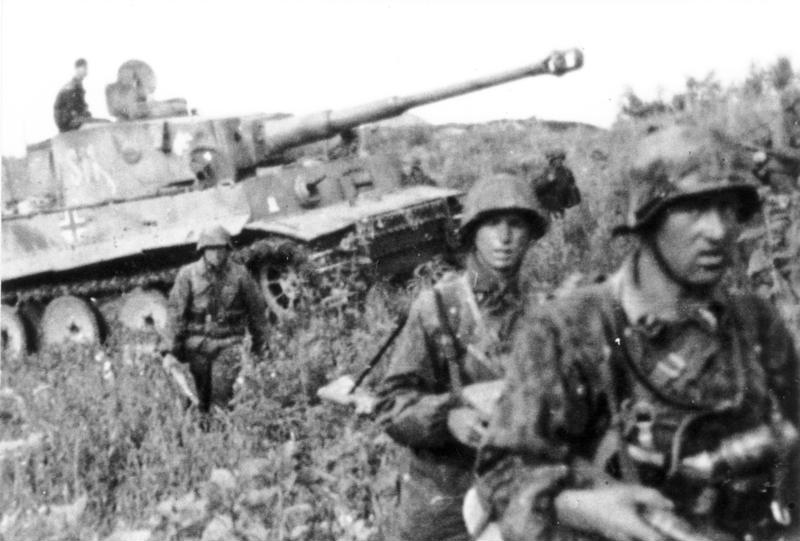
جنود من وحدة SS الألمانية يتقدمون تحت غطاء دبابة من طراز تايغر I.

كانت الأوضاع أفضل بالنسبة للألمان على هذه الجبهة نظرا لضعف الدفاعات السوفياتية بها وهو ما مكن الألمان من التقدم منذ 4 يوليو والسعي لاحتلال المدن المحيطة بمدينة كورسك إلا أن الألغام والأرضية المبللة قد عرقلت تقدم الدبابات الألمانية التي توقفت عن التقدم بسبب تدمير الروس للجسور الموجودة على الأنهار المجاورة. وقد تواصل القتال على الجبهة الجنوبية بشكل عنيف جدا أنهك الطرفين وتسبب في خسائر كبيرة لكليهما إلا أن التفوق السوفياتي بدأ في البروز خصوصا بعد النصر في معركة بروخوروفكا والهجوم المعاكس الذي مكّن الروس من استعادة مدينة بلغورود وبلوغ ضواحي مدينة خاركوف الأوكرانية في 11 أغسطس ثم السيطرة عليها يوم 23 أغسطس بعد معارك رهيبة وخسائر جسيمة. ويعتبر بعض المحللين أنّ الألمان قد أجبروا على انهاء القتال نظرا لاضطرارهم لنقل الإمدادات إلى إيطاليا التي تعرضت في نفس تلك الفترة للهجوم من قبل الحلفاء، إلا أنّ هذا السبب ولئن كان واقعيا فإنه ليس إلا سببا ثانويا للفشل.

## دلالات المعركة
مثلت المعركة نصرا استراتيجيا مكّن الروس من مواصلة الزحف نحو برلين وأخذ زمام المبادرة في المعارك اللاحقة، وقد عمل الروس على توظيف هذا النصر في الدعاية ورفع معنويات جنودهم أما الألمان فقد تلقوا بهذه الهزيمة ضربة قاضية على الجبهة الشرقية خاصة وأنّ هذه المعركة التي استنزفت الترسانة العسكرية والأرواح البشرية الألمانية هي التي عوّل عليها هتلر لوقف الزحف السوفياتي خصوصا بعد دخول دبابات تايغر الألمانية الجديدة الخدمة.

## وصلات خارجية
- معركة كورسك في صور
- معركة كورسك
- معلومات عن المعركة من موقع وزارة الدفاع الروسية
- خريطة معركة كورسك
- صور من المعركة بنظرة سوفياتية
- كورسك من خلال موقع عن المشير جوكوف نسخة محفوظة 15 سبتمبر 2008 على موقع واي باك مشين.